# Lenarchus fautini
Lenarchus fautini är en nattsländeart som först beskrevs av Donald G. Denning 1949.  Lenarchus fautini ingår i släktet Lenarchus och familjen husmasknattsländor. Inga underarter finns listade i Catalogue of Life.